# Vladimir Sabodan
Vladimir (russo: Влади́мир; ucraniano: Володимир; translit.: Volodymyr; nascido: Viktor Markianovich Sabodan; russo: Виктор Маркианович сабодан; ucraniano: Віктор Маркіянович сабодан, 23 de novembro de 1935, Vila de Markovtsi, Distrito de de Letichevski, região de Khmelnytski, RSS da Ucrânia, URSS - 5 de julho de 2014, Kiev, Ucrânia) foi o Primaz da Igreja Ortodoxa ucraniana (Patriarcado de Moscou) de 1992 a 2014. O título oficial do Metropolita Vladimir era Sua Beatitude Vladimir, Metropolita de Kiev e Toda Ucrânia. Como Primaz da Igreja Ortodoxa Ucraniana, ele foi o líder da única Igreja Ucraniana, na Ucrânia, canonicamente reconhecida por toda a Ortodoxia.